# Испытания европейских сухопутных роботов
European Land-Robot Trial (ELROB) (рус.: Европейское испытание сухопутных  роботов) — европейское мероприятие для испытания возможностей современных роботов.
ELROB это не соревнования, как, например, американская DARPA Grand Challenge, а только аттестация способностей европейской робототехники в настоящее время. Сценарий представляет реалистичные условия в военных и гражданских областях, без упрощения искусственными ограничениями (как например хорошо разборчивая дорожная разметка), что представляет гораздо большую нагрузку на системы участвующих команд.
Первое ELROB было проведено с 15 по 18 мая 2006 года немецкой армией и состоялась на
военном полигоне под городком Хаммельбург. Цель первого мероприятия заключалась в том, чтобы способствовать развитию в ближайшем будущем реализуемых беспилотных сухопутных систем для использования в военных целях.
Идея организовать ELROB была выражена организацией European Robotics, целью которой заключаться в сближений науки, промышленности и потребителей роботов по обороне и безопасности, и этим же способствовать их дальнейшему развитию.
По словам Франка Е. Шнайдера, председателя European Robotics и руководителя ELROB, мероприятие будет проводиться в будущем ежегодно. При этом фокус внимания будет поочередно меняться: в четные годы в
виде М-ELROB с военным, а в нечетные годы в виде С-ELROB с гражданским направлением.
Допускаются участники из академических и коммерческих отраслей европейских стран.